# Marcel Pilet-Golaz
Marcel-Édouard Pilet-Golaz (Cossonay, 31 dicembre 1889 – Parigi, 11 aprile 1958) è stato un politico svizzero.

## Biografia
Fu eletto membro del Consiglio Federale nel 1928, dirigendo tra l'altro anche il dipartimento politico. Divenne presidente della Confederazione nell'anno 1934 e nell'anno 1940, quando la minaccia tedesca contro la Svizzera apparve farsi consistente.